# Moody Air Force Base
Moody AFB é uma cidade (Região censo-designada, e uma base aérea com o mesmo nome) localizada no estado americano de Geórgia, no Condado de Lowndes.

## Demografia
Segundo o censo americano de 2000, a sua população era de 993 habitantes.

## Geografia
De acordo com o United States Census Bureau tem uma área de 1,0 km², dos quais 1,0 km² cobertos por terra e 0,0 km² cobertos por água.

## Localidades na vizinhança
O diagrama seguinte representa as localidades num raio de 20 km ao redor de Moody AFB.